# Aartsbisdom Urbino-Urbania-Sant'Angelo in Vado
Het aartsbisdom Urbino-Urbania-Sant'Angelo in Vado (Latijn: Archidioecesis Urbinatensis-Urbaniensis-Sancti Angeli in Vado; Italiaans: Arcidiocesi di Urbino-Urbania-Sant'Angelo in Vado) is een in Italië gelegen rooms-katholiek aartsbisdom met zetel in de stad Urbino in de provincie Pesaro e Urbino. Het bisdom behoort tot de kerkprovincie Pesaro, en is, samen met het bisdom Fano-Fossombrone-Cagli-Pergola, suffragaan aan het aartsbisdom Pesaro.

## Geschiedenis
Het bisdom Urbino werd opgericht in de 6e eeuw. Op 7 juli 1563 werd het door paus Pius IV met de apostolische constitutie Super universas verheven tot aartsbisdom. De bisdommen Cagli, Senigallia, Pesaro, Fossombrone, Montefeltro en Gubbio waren suffragaan aan Urbino. Op 21 november 1592 werd in Urbino een seminarie gesticht. Vanaf 23 mei 1977 waren het aartsbisdom Urbino en het bisdom Urbania-Sant'Angelo in Vado in een personele unie verbonden. Op 30 september 1986 werd het bisdom Urbania-Sant'Angelo in Vado door de Congregatie voor de Bisschoppen met het decreet Instantibus votis toegevoegd aan Urbino. Op 11 maart 2000 verloor het aartsbisdom de status van metropool; het werd suffragaan aan Pesaro. 

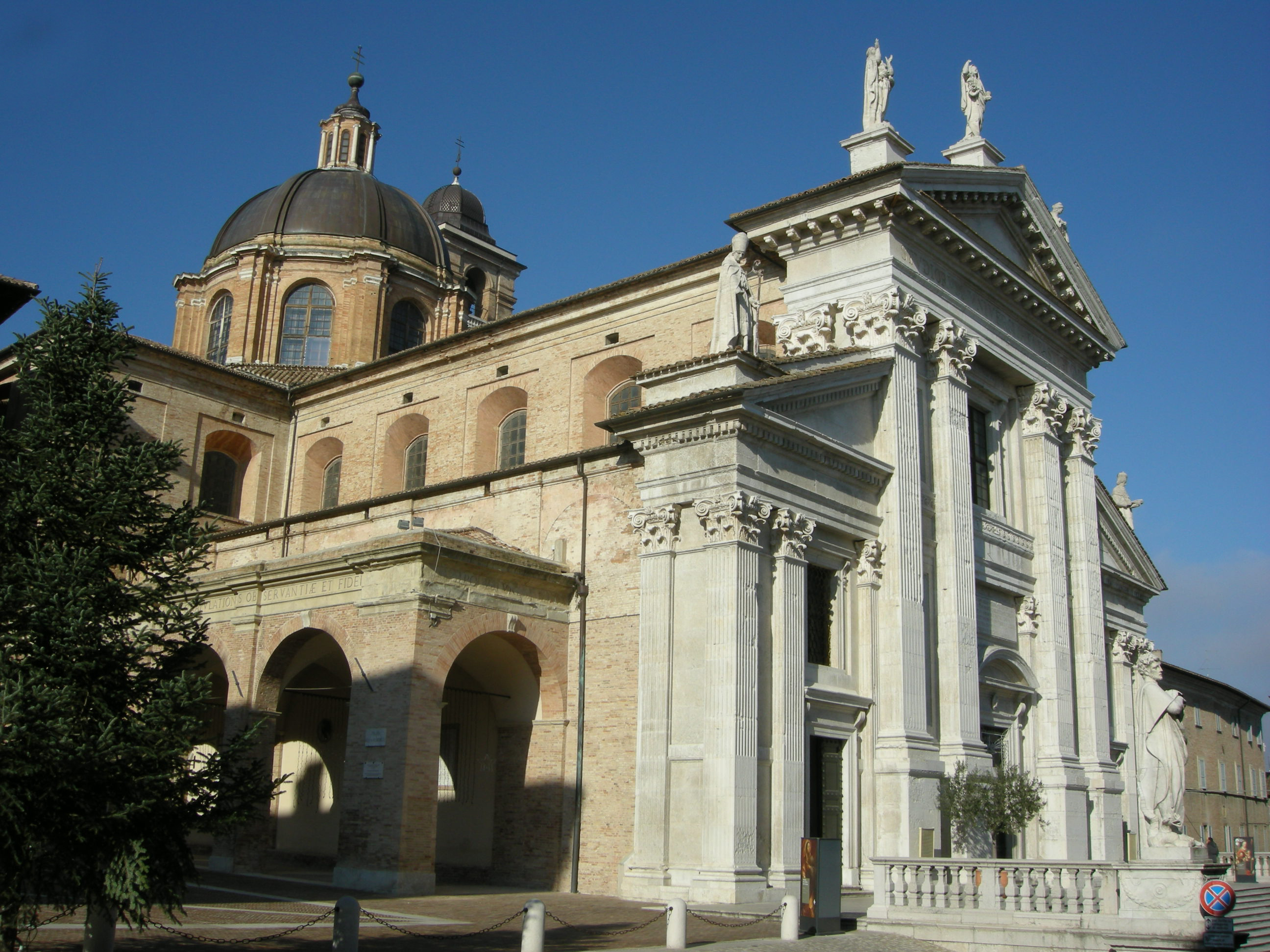
Kathedraal van Urbino
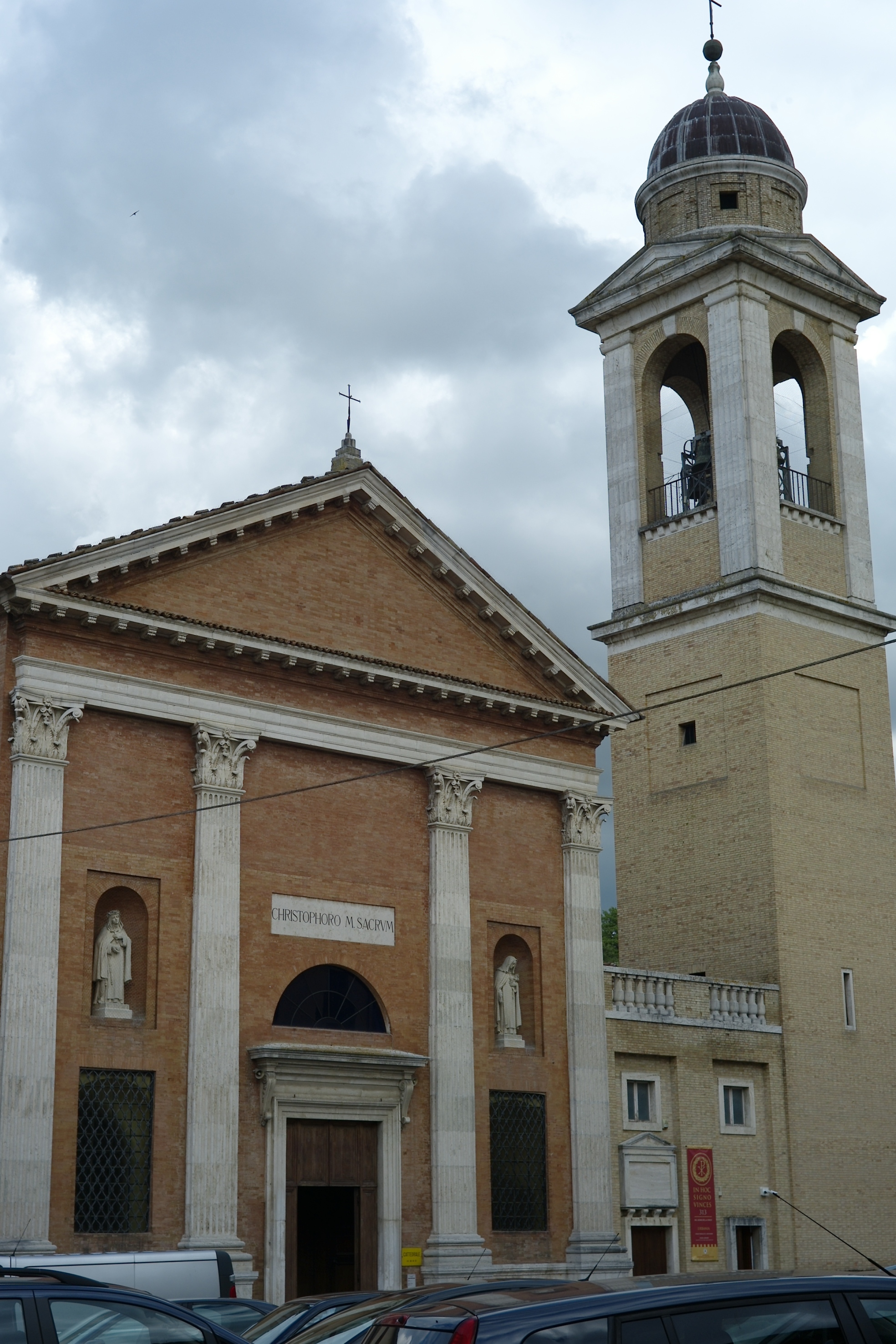
Cokathedraal van Urbania